# Que no se apague la música
Que no se apague la música es un EP en vivo y segundo en general de la cantante mexicana Ángela Aguilar. Fue lanzado al mercado bajo el sello discográfico Machín Records el 8 de junio de 2020. El concepto era en revivir clásicos favoritos de la cantante durante el distanciamiento social de 2020 para que no se «apagara la música».

## Grabación
El álbum fue producido por Pepe Aguilar, se grabó el 29 de mayo de 2020 en el estado de Zacatecas, su vídeo con duración de 33 minutos fue estrenado en forma de concierto en línea que servía para recaudar fondos para la fundación MusiCares de The Recording Academy que recaudo más de 150,000 dólares hasta la fecha. El álbum salió en formato digital el 12 de junio de 2020, está formado por siete canciones, interpretadas tanto en inglés como en español, «Rayando el Sol», «Put Your Head on My Shoulder», «Paloma negra», «Amor, amor de mis amores», «Fruta prohibida», «¡Corre!» y «Easy».

## Rendimiento comercial
El EP acumula más de 7 millones de streams en Youtube y 1 millón de Spotify, además de ser número 2 en iTunes México.

## Lista de canciones
| N.º | Título                                                       | Escritor(es)                           | Duración |  |
| 1.  | «Amor, amor de mis amores»                                   | María Teresa Lara                      | 1:53     |  |
| 2.  | «Paloma negra»                                               | Tomás Méndez                           | 3:27     |  |
| 3.  | «Fruta prohibida» (con Leonardo Aguilar a la voz y guitarra) | Altagracia Ugalde Mota                 | 2:53     |  |
| 4.  | «¡Corre!»                                                    | Joy Huerta, Jesse Huerta, Tommy Torres | 4:39     |  |
| 5.  | «Put Your Head on My Shoulder»                               | Paul Anka                              | 3:09     |  |
| 6.  | «Rayando el sol»                                             | Alejandro González, Fernando Olvera    | 3:27     |  |
| 7.  | «Easy» (con Jesús Molina al teclado)                         | Lionel Richie                          | 4:16     |  |